# Carrie Daumery
Carrie Daumery (Bruxelles, 25 marzo 1863 – Los Angeles, 1º luglio 1938) è stata un'attrice belga naturalizzata statunitense.

## Biografia
Nata in Belgio, era sorella del violinista Eugène Ysaÿe.
Nella sua carriera, durata dal 1908 al 1937, prese parte a oltre novanta produzioni cinematografiche.
Suo figlio Jean Daumery divenne un regista.

## Filmografia parziale
- La commedia umana (The Conquering Power), regia di Rex Ingram (1921)
- L'uomo che prende gli schiaffi (He Who Gets Slapped), regia di Victor Sjöström (1924)
- Il ventaglio di Lady Windermere (Lady Windermere's Fan), regia di Ernst Lubitsch (1925)
- Il generale Crack (General Crack), regia di Alan Crosland (1929)
- L'ultimo avviso (The Last Warning), regia di Paul Leni (1929)
- Carnevale romantico (Cameo Kirby), regia di Irving Cummings (1930)